# کودوگو
کودوگو شهری در شهرستان کودوگو در استان بولکیمده در بورکینافاسوی غربی مرکزی است جمعیت این شهر ۱۳۱۸۲۵ نفر می باشد.